# عبد الكريم بن عبد الصمد الطبري
عبد الكريم بن عبد الصمد بن محمد القطان أبو معشر الطبري الشافعي، كان شيخ أهل مكة، وتوفي بها عام 478 هـ. له من المؤلفات الكثير، منها: التلخيص، وسوق العروس في القراءات، والدرر، وطبقات القراء وغيرها من الكتب. كان عالما بالقراءات، مؤرخا لرجالها، ومفسرا، من فقهاء الشافعية، كان مقرىء أهل مكة، وأثنى عليه المترجمون، فقال عنه ابن الجزري: «هو شيخ أهل مكة، إمام عارف محقق أستاذ كامل ثقة صالح».

## اسمه ونسبه
اسمه: هو عبد الكريم بن عبد الصمد بن محمد بن علي بن محمد القطان. واتفقت جميع المصادر التي ترجمت له على أن كنيته: أبو معشر. واشتهر أبو معشر بالطبري؛ نسبة إلى طبرستان كما نص على ذلك أبو سعد السمعاني.

## مولده ونشأته
من آثار شح المعلومات عن حياة أبي معشر الطبري أن المصادر التي ترجمت له لم تفصح عن تاريخ ولادته، ولا عن عمره حين توفي، كما لم تفصح عن مكان ولادته. ولكن الظاهر من ترجمته وتراجم بعض شيوخه أنه ولد في بدايات القرن الخامس أو قبل ذلك بقليل. والحال في مكان مولده كالحال في تاريخ مولده، فليس في شيء من المراجع ذكر لمكان مولده، ويرجع البعض أنه ولد في طبرستان مستندا على نسبته إلى أهلها.
وكذا نشأته فقد خلت المصادر من أية معلومة عن نشأته، وعن المراحل الأولى في حياته، وغاية ما يمكن قوله أنه نشأ طالبا للعلم، محبا له، بدليل رحلاته الكثيرة إلى أقطار عديدة، سعيا لتحصيل للعلم، فقد ارتحل إلى مصر، وبغداد، وتنيس، وحران، وحلب، وأردبيل، وسلماس، وآمل طبرستان، ونيسابور لسماع القرآن والقراءة على المشايخ هناك، ولسماع الحديث ثم استقر في مكة.

## شيوخه وطلبه للعلم
لم تذكر الكتب التي ترجمت لأبي معشر التفاصيل الدقيقة في طلبه للعلم، وتواريخ رحلاته، وغاية ما ذكرته أنه رحل في طلبه للعلم إلى بلدان عدة، ولقي بها شيوخا كثيرين، فقرأ القراءات على أبي القاسم الزيدي بحران، وأبي عبد الله الكارزيني وابن نفيس، وإسماعيل بن راشد الحداد، والحسين بن محمد الأصفهاني، وخلق أسند عنهم في تواليفه، وجماعة.
وسمع الحديث من أبي عبد الله بن نظيف وأبي النعمان تراب بن عمر وعبد الله بن يوسف بتنيس، وأبي الطيب الطبري، قرأ عليه أبو علي بن العرجاء، وجماعة.
ورى كتاب " ضياء القلوب في إعراب القرآن ومعانيه " عن مؤلفه، وكتاب " شفاء الصدور "، عن الشريف الزيدي الحراني، عن مؤلفه، و" مسند " أحمد، عن الزيدي، عن القطيعي، و" تفسير " الثعلبي عن مؤلفه، ومنها المهذب " لابن خالوية في اللغة، وعدة من تصانيف القاضي أبي بكر الباقلاني في الأصلين عن الدامغاني، عنه، وعدة من تصانيف ابن بطة الحنبلي في الأصول وغيره، عن الزيدي، عنه.

## تلاميذه
حدث عنه: أبو بكر محمد بن عبد الباقي، وإبراهيم بن أحمد الصميري، وأبو نصر أحمد بن عمر الغازي، ومحمد بن المسبح الفضي، والحسن بن عمر الطبري وأبو القاسم خلف بن النحاس وغيرهم.
وممن قرأ عليه: الحسن بن بليمة مؤلف تلخيص العبارات، وإبراهيم بن عبد الملك القزويني، وعبد الله بن منصور بن أحمد البغدادي، وعبد الله بن عمر بن العرجاء، وإبراهيم بن المسبح الفضي، ومحمد بن إبراهيم بن نعم الخلف، ومنصور بن الحسين، ومحمد بن إبراهيم الأزجاهي البيوردي، وعبد الله بن أبي الوفاء القيسي، وسليمان بن عبد الله الأنصاري، ويحيى بن الخلوف الحميري، وآخرون.

## منزلته، وثناء العلماء عليه
كان عالما بالقراءات، ومؤرخا لرجالها، ومفسرا، من فقهاء الشافعية، كان مقرىء أهل مكة، وأثنى عليه المترجمون، فقال عنه ابن الجزري: «هو شيخ أهل مكة إمام عارف محقق أستاذ كامل ثقة صالح».
وقال ابن حجر: «كان شافعي المذهب، صنف في القراءات كتاب سوق العروس فقال: فيه ألف وخمس مئة طريق، وويل عن ابن طاهر أنه قال:» سمعت أبا سعد الحرمي بهراة يقول: لم يكن سماع أبي معشر في «جزء» ابن نظيف صحيحا، وإنما أخذ نسخة فرواها«. قلت: وهذا قدح مردود».
وقال أبو سعد السمعاني: «أبو معشر من أهل طبرستان، وكان حسن الإقراء، حسن الأخذ، جميل الأمر، وسمع الحديث، وسافر في طلبه».
وقال ابن كثير: «إمام في القراءات وغيرها من العلوم، كالتفسير، واللغة، والتاريخ».

## آثاره ومؤلفات
من أبرز مصنفاته:
1. سوق العروس " في القراءات، المحتوي على ألف وخمس مئة وخمسين رواية وطريقا.
2. كتاب «الدرر واللآلي» في التفسير والمعاني.
3. كتاب «التخليص».
4. كتاب «الحجة».
5. كتاب «الرشاد في شرح الروايات الشاذة».
6. كتاب «عيون المسائل».
7. كتاب «طبقات القراء».
8. كتاب «مخارج الحروف».
9. كتاب «العدد».
10. كتاب «هجاء المصاحف».
11. كتاب «المد والتمكين».
12. كتاب «الغنة والإظهار».
13. كتاب «ألم تر كيف».
14. كتاب «من اسمه محمد».
15. «كتابا في اللغة».
16. كتاب «الظاء والضاد»، وغيرها من الكتب.[12]

## وفاته
توفي بمكة سنة ثمان وسبعين وأربعمائة.